# Sabina Meck
Sabina Meck (* um 1992 als Sabina Myrczek) ist eine polnische Jazzmusikerin (Gesang, Komposition, Arrangement).

## Wirken
Meck stammt aus einer Musikerfamilie; der Sänger Wojciech Myrczek ist ihr Bruder. Als Mitglied des Chors Camerata Silesia ist sie auf dem 2018 bei Footprint Records erschienenen Album Ama von Anders Jormin, aber auch auf Tonträgern mit Aufnahmen von Schostakowitsch (2009) und von Paweł Szymański (2016) zu hören. Sie absolvierte den Studiengang Komposition und Arrangement am Jazz-Institut der Musikakademie Katowice. Im Frühjahr 2016 erschien ihr Debüt-Soloalbum mit dem Titel Love Is Here (For-Tune) mit eigenen Songs. 2017 hat die polnische Radio Music Agency das Album Eruption der Gruppe SoundMeck unter der Leitung von Meck veröffentlicht. Im November 2019 erschien bei SJ Records mit ihrem Sabina Meck Sextett das Album Słowo Na T, das wiederum eigene Songs enthält.

## Preise und Auszeichnungen
Meck war Gewinnerin des Ersten Preises im Blue Note Poznań Wettbewerb 2014 in der Kategorie Gesang. 2015 gewann sie zusammen mit der von ihr gegründeten Band SoundMeck den Grand Prix beim Azoty Jazz International Contest in Tarnów. Die Jury verlieh ihr außerdem einen individuellen Sonderpreis als großes Talent des Festivals. Im Herbst desselben Jahres wurde sie beim 9. Kompositionswettbewerb Krzysztof Komeda in Słupsk mit dem zweiten Platz in der Kategorie „Jazz-Thema“ für den Song A Part of Me ausgezeichnet. Meck wurde für ihr Debütalbum 2017 die Nominierung für den Fryderyk in der Kategorie „Phonographisches Debüt des Jahres im Jazz“ nominiert. 2017 erhielt sie vom polnischen Ministerium für Kultur und nationales Erbe ein Stipendium für herausragende künstlerische Leistungen.